# El rei d'Escòcia
El rei d'Escòcia (Robert the Bruce en anglès) és una pel·lícula de guerra de ficció històrica britànica del 2019 dirigida per Richard Gray sobre el famós rei del mateix nom. Una peça de conjunt impulsada pels personatges, retrata la relació de Robert amb una família de camperols com una influència galvanitzadora en la seva lluita per la independència i el seu regnat posterior. Ha estat doblada al català.

## Repartiment
- Angus Macfadyen com a Robert I d'Escòcia
- Jared Harris com a John Comyn
- Anna Hutchison com a Morag
- Patrick Fugit com aWill
- Zach McGowan com a Brandubh
- Gabriel Bateman com aScot
- Talitha Bateman com a Iver
- Emma Kenney com a Briana
- Shane Coffey com a Finley
- Kevin McNally com a Seán
- Melora Walters com a Ylfa
- Diarmaid Murtagh com a James Douglas
- Daniel Portman com a Aonghus Óg d'Islay
- Brandon Lessard com a Carney

## Producció
La pel·lícula es va anunciar el febrer de 2018, amb Angus Macfadyen repetint el seu paper de Braveheart (1995). Jared Harris, Anna Hutchison i Patrick Fugit també van ser anunciats entre d'altres.
El rodatge va començar el febrer de 2019.
Per filmar els durs hiverns que existien a Escòcia durant aquests temps, l'equip va utilitzar els turons coberts de neu que vorejaven la vall del riu Yellowstone al sud de Livingston, Montana.